# نيل كامبل (مجدف)
نيل كامبل هو مدرب تجديف كندي، ولد في 3 سبتمبر 1931 في بوفالو في الولايات المتحدة، وتوفي في 11 أغسطس 2006 في سانت كاثرينز في كندا.

## وصلات خارجية
- نيل كامبل على موقع الاتحاد الدولي للتجديف (الإنجليزية)
- نيل كامبل على موقع أوليمبيديا (الإنجليزية)